# Færøya
Færøya est une île norvégienne dans le comté de Hordaland. Elle appartient administrativement à Fitjar.

## Géographie
Rocheuse et couverte d'une légère végétation, elle s'étend sur environ 511 m de longueur pour une largeur approximative de 226 m. 